# Project Runway Sverige
Project Runway Sverige är en svensk dokusåpa som bygger på den amerikanska Project Runway. Programmet sändes under hösten 2012 och programledare var Sofi Fahrman. Rohdi Heintz var Project Runway Sveriges motsvarighet till Tim Gunn alltså som mentor åt delatagarna.
I programmet tävlar tolv kläddesigners mot varandra. I varje avsnitt får designerna ett tema som veckans plagg skall följa, plaggen visas upp av modeller på catwalken och bedöms av domarna. Den designer som presterar bäst vinner immunitet mot utröstning följande vecka, den som presterar sämst får lämna tävlingen. 
Vinnaren får 250 000 kronor, ett modereportage i tidningen ELLE, samt får lansera och sälja sin kollektion på webbshoppen Nelly.com. Utöver detta tillkommer olika pr-tjänster värda flera hundra tusen kronor.
Juryn bestod utöver Sofi Fahrmanav tre personer: Rosanna Mariano, Marcel Marongiu och en gästdomare.

## Deltagare
- Iman Aldebe
- Björn Bryngelsson
- Akharadet "Acky" Ekchanok
- Victoria Eriksson
- Elle Frostegard
- Robert Gül
- Naim Josefi
- Linda Larssen
- Sebastian Löjdkvist
- Robert Svensson
- Charlotte Svinevit
- Alexandra Werner

### Utröstning
| Avsnitt | 1         | 2         | 3         | 4         | 5         | 6         | 7         | 8         | 9         | 10        |  |
| ------- | --------- | --------- | --------- | --------- | --------- | --------- | --------- | --------- | --------- | --------- |  |
| 01      | Robert G  | Naim      | Naim      | Naim      | Robert S  | Sebastian | Naim      | Charlotte | Charlotte | Naim      |  |
| 02      | Charlotte | Sebastian | Acky      | Elle      | Acky      | Charlotte | Sebastian | Sebastian | Naim      | Charlotte |  |
| 03      | Robert S  | Robert G  | Robert G  | Robert S  | Sebastian | Robert S  | Björn     | Naim      | Sebastian | Sebastian |  |
| 04      | Victoria  | Acky      | Björn     | Charlotte | Björn     | Acky      | Charlotte | Acky      | Acky      |           |  |
| 05      | Elle      | Elle      | Elle      | Björn     | Naim      | Naim      | Acky      | Björn     |           |           |  |
| 06      | Naim      | Robert S  | Sebastian | Acky      | Robert G  | Björn     | Robert S  |           |           |           |  |
| 07      | Alexandra | Charlotte | Charlotte | Sebastian | Charlotte | Robert G  |           |           |           |           |  |
| 08      | Acky      | Alexandra | Robert S  | Robert G  | Elle      |           |           |           |           |           |  |
| 09      | Linda     | Victoria  | Alexandra | Alexandra |           |           |           |           |           |           |  |
| 10      | Sebastian | Björn     | Victoria  |           |           |           |           |           |           |           |  |
| 11      | Björn     | Iman      |           |           |           |           |           |           |           |           |  |
| 12      | Iman      |           |           |           |           |           |           |           |           |           |  |

     Deltagaren vann immunitet
     Deltagaren kom i toppen
     Deltagaren kom i botten
     Deltagaren blev utröstad
     Deltagaren valde att lämna tävlingen